# 3131 Mason-Dixon
A 3131 Mason-Dixon (ideiglenes jelöléssel 1982 BM1) a Naprendszer kisbolygóövében található aszteroida. Edward L. G. Bowell fedezte fel 1982. január 24-én.